# Жерехи
Жерехи (лат. Aspius) — род лучепёрых рыб семейства карповых,

## Описание
Голова и рыло длинные. Жаберные щели крупные. Верхняя челюсть короче нижней.

## Кариотип
У Aspius aspius насчитывается 25 пар хромосом и включает 7 пар метацентрических, 14 пар субметацентрических и 4 пары субтелоцентрических хромосом. Хромосомный набор Aspius vorax не изучен.

## Классификация
Существует два вида жерехов:
- Жерех обыкновенный, шереспер Aspius aspius (Linnaeus, 1758)
- Жерех переднеазиатский Aspius vorax Heckel, 1843

## Распространение
Обитает в пресных водах Европы и Азии.